# Cedar Grove (Novo México)
Cedar Grove é uma Região censo-designada localizada no estado americano de Novo México, no Condado de Santa Fe.

## Demografia
Segundo o censo americano de 2000, a sua população era de 599 habitantes.

## Geografia
De acordo com o United States Census Bureau tem uma área de 50,9 km², dos quais 50,8 km² cobertos por terra e 0,1 km² cobertos por água.

## Localidades na vizinhança
O diagrama seguinte representa as localidades num raio de 28 km ao redor de Cedar Grove.